# Секвім (Вашингтон)
Секвім (англ. Sequim) — місто (англ. city) в США, в окрузі Клеллам штату Вашингтон. Населення — 8024 особи (2020).

## Географія
Секвім розташований за координатами 48°4′30″ пн. ш. 123°5′44″ зх. д. / 48.07500° пн. ш. 123.09556° зх. д. (48.075006, -123.095662).  За даними Бюро перепису населення США в 2010 році місто мало площу 16,50 км², з яких 16,35 км² — суходіл та 0,14 км² — водойми.

### Клімат
Місто знаходиться у зоні, котра характеризується середземноморським кліматом. Найтепліший місяць — серпень із середньою температурою 15.6 °C (60 °F). Найхолодніший місяць — грудень, із середньою температурою 3.6 °С (38.4 °F).
| Клімат Секвіма          | Клімат Секвіма | Клімат Секвіма | Клімат Секвіма | Клімат Секвіма | Клімат Секвіма | Клімат Секвіма | Клімат Секвіма | Клімат Секвіма | Клімат Секвіма | Клімат Секвіма | Клімат Секвіма | Клімат Секвіма | Клімат Секвіма |
| Показник                | Січ.           | Лют.           | Бер.           | Квіт.          | Трав.          | Черв.          | Лип.           | Серп.          | Вер.           | Жовт.          | Лист.          | Груд.          | Рік            |
| Абсолютний максимум, °C | 20             | 17,2           | 22,2           | 23,9           | 30             | 32,2           | 34,4           | 32,8           | 27,8           | 22,2           | 21,1           | 17,8           | 34,4           |
| Середній максимум, °C   | 8,2            | 9,2            | 11,1           | 13,3           | 16,2           | 18,6           | 21,1           | 21,3           | 18,9           | 14,4           | 10,4           | 7,7            | 14,2           |
| Середня температура, °C | 3,9            | 4,4            | 6,1            | 8              | 11,1           | 13,6           | 15,5           | 15,6           | 12,9           | 9,1            | 5,8            | 3,6            | 9,1            |
| Середній мінімум, °C    | −0,3           | −0,4           | 0,9            | 2,7            | 5,9            | 8,6            | 10,1           | 9,7            | 7              | 3,7            | 1,2            | −0,6           | 4,1            |
| Абсолютний мінімум, °C  | −17,8          | −19,4          | −11,1          | −7,2           | −2,2           | 0,6            | 3,9            | 0,6            | −0,6           | −7,2           | −15,6          | −18,3          | −19,4          |
| Норма опадів, мм        | 53             | 31             | 33             | 27             | 31             | 25             | 14             | 15             | 20             | 36             | 69             | 54             | 407            |
| Днів з опадами          | 15             | 12             | 13             | 12             | 11             | 9              | 5              | 5              | 7              | 12             | 17             | 16             | 134            |
| ----------------------- | -------------- | -------------- | -------------- | -------------- | -------------- | -------------- | -------------- | -------------- | -------------- | -------------- | -------------- | -------------- | -------------- |
| Джерело: Weatherbase    |                |                |                |                |                |                |                |                |                |                |                |                |                |

## Демографія
Згідно з переписом 2010 року, у місті мешкало 6606 осіб у 3340 домогосподарствах у складі 1626 родин. Густота населення становила 400 осіб/км².  Було 3767 помешкань (228/км²).
Расовий склад населення:
| - 91,3 % — білих - 1,9 % — азіатів - 1,2 % — корінних американців - 0,4 % — чорних або афроамериканців - 0,1 % — вихідців з тихоокеанських островів - 1,7 % — осіб інших рас |

До двох чи більше рас належало 3,2 %. Частка іспаномовних становила 4,8 % від усіх жителів.
За віковим діапазоном населення розподілялося таким чином: 15,2 % — особи молодші 18 років, 44,4 % — особи у віці 18—64 років, 40,4 % — особи у віці 65 років та старші. Медіана віку мешканця становила 57,9 року. На 100 осіб жіночої статі у місті припадало 79,9 чоловіків;  на 100 жінок у віці від 18 років та старших — 72,5 чоловіків також старших 18 років.
Середній дохід на одне домашнє господарство  становив 52 819 доларів США (медіана — 38 761), а середній дохід на одну сім'ю — 71 244 долари (медіана — 53 466). Медіана доходів становила 39 875 доларів для чоловіків та 30 915 доларів для жінок. За межею бідності перебувало 12,8 % осіб, у тому числі 14,7 % дітей у віці до 18 років та 9,5 % осіб у віці 65 років та старших.
Цивільне працевлаштоване населення становило 2182 особи. Основні галузі зайнятості: роздрібна торгівля — 22,3 %, мистецтво, розваги та відпочинок — 20,6 %, освіта, охорона здоров'я та соціальна допомога — 15,6 %.